# ...Into the Exam Room
...Into the Exam Room is het derde album van de Amerikaanse stonerrockband Hermano, dat werd uitgegeven in 2007. 

## Tracklist
| Nr. | Titel                       | Duur | Muziek/tekst             |
| --- | --------------------------- | ---- | ------------------------ |
| 1   | Kentucky                    | 3:23 | Angstrom, Garcia         |
| 2   | Exam Room                   | 3:09 | Angstrom, Garcia         |
| 3   | Dark Horse II               | 2:54 | Brown, Garcia            |
| 4   | Left Side Bleeding          | 4:49 | Garcia, Callahan         |
| 5   | Out Of Key, But In The Mood | 4:31 | Garcia                   |
| 6   | Hard Working Wall           | 3:57 | Garcia                   |
| 7   | Bona-Fide                   | 4:19 | Brown Garcia             |
| 8   | Don't Call Your Mama        | 3:56 | Brown, Garcia            |
| 9   | Adoption Boy                | 4:43 | Brown, Garcia, Bilovecky |
| 10  | At The Bar                  | 2:44 | Brown                    |
| 11  | Our Desert Home             | 3:26 | Brown, Garcia, Callahan  |
| 12  | Letters From Madrid         | 1:56 |                          |

- Het nummer TNT is een AC/DC-cover.

## Bandleden
- John Garcia - zang
- David Angstrom, Mike Callahan - gitaar
- Chris Leathers - drum
- Dandy Brown - basgitaar, gitaar

## Overige informatie
- Design door Ram en Tom Hoad
- Achtergrondzang op nummer(s) 3, 8 en 11 door Steve Feldman
- Engineering door Dandy Brown, David Angstrom, Jeff Stull, Mike Callahan, Mike Wilkes, Robbie Waldman, Sean Bilovecky, Steve Feldman
- Engineering (zang) en producer (zang) door Steve Feldman (nummers: 1 tot 5, 7 tot 9, 11, 12)
- Mixen door Jacques De Haard en Ram Lauwrier
- Hoofdproducer, management: Ram Lauwrier
- Mixen door Russ-T Cobb
- Producer (drum) door Mike Wilkes

## Opnamen
- Butter Studio, Joshua Tree, CA
- Breaking Point Productions, Atlanta, GA
- Wrath Arcane Music Division, Cleveland, OH
- Superloud Productions, Lexington, KY

## Opnamen (zang)
- Feldman Recording Studio, Palm Springs, CA
- Nummers 6 en 10 opgenomen in Unit A Recording Studio, Palm Springs, CA

## Mixen
- Bang Recording Studio, Atlanta, GA

## Mastering
- Glenn Schick Mastering, Atlanta, GA